# Sport motocycliste

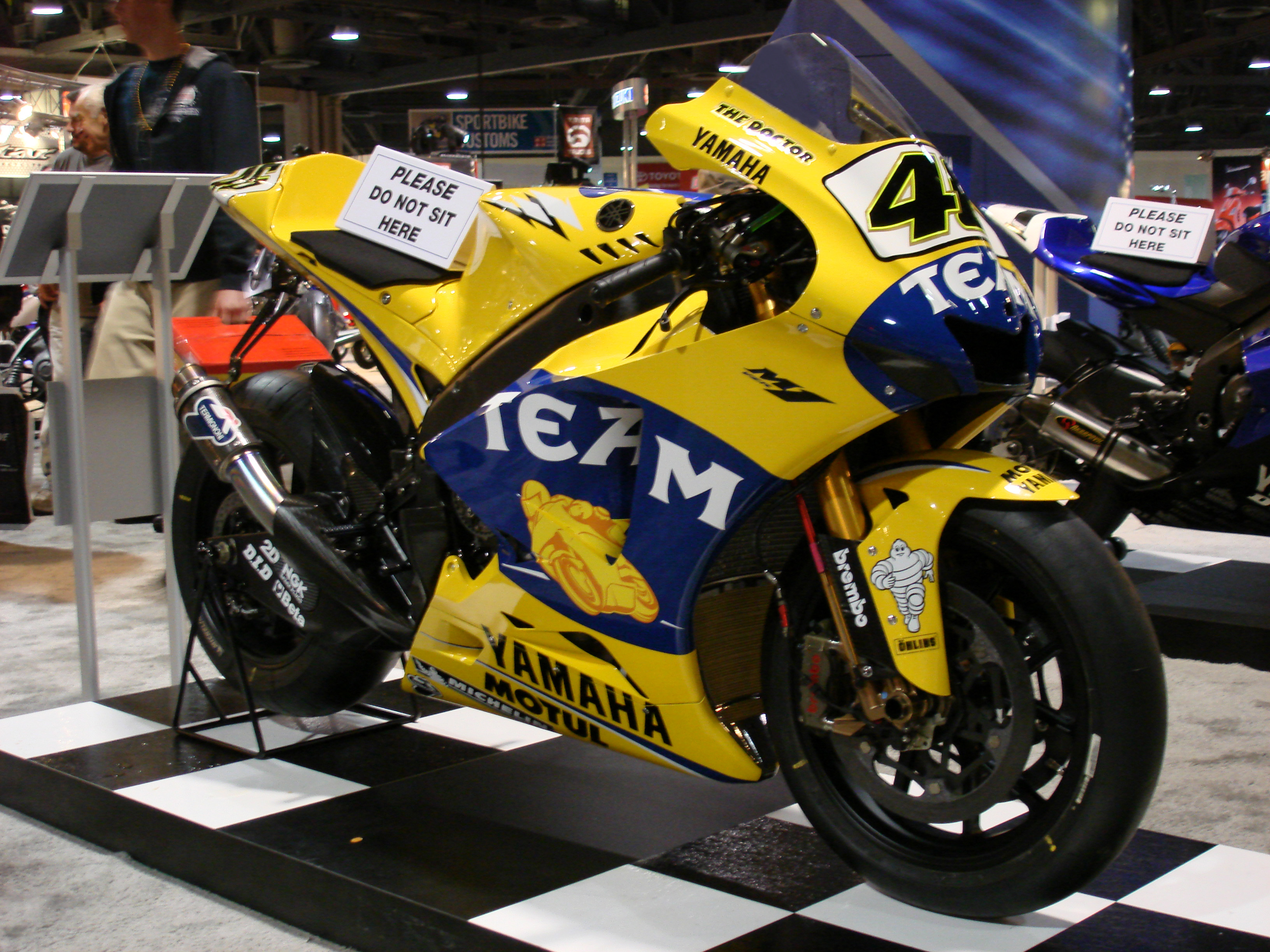
MotoGP (2006).

Un sport motocycliste est une compétition consistant en des courses de motos selon des disciplines, formules et catégories. Les disciplines sont nombreuses et variées : de la course de vitesse sur circuit au moto-cross, en passant par le trial, le rallye-raid, le speedway ou l'endurance.
Le sport motocycliste est régi au niveau mondial par la Fédération internationale de motocyclisme (FIM), fondée en 1904. Pour certaines disciplines comme le supercross, le plus haut niveau mondial se trouve aux États-Unis régi par l'American Motorcyclist Association (AMA).

## Les débuts

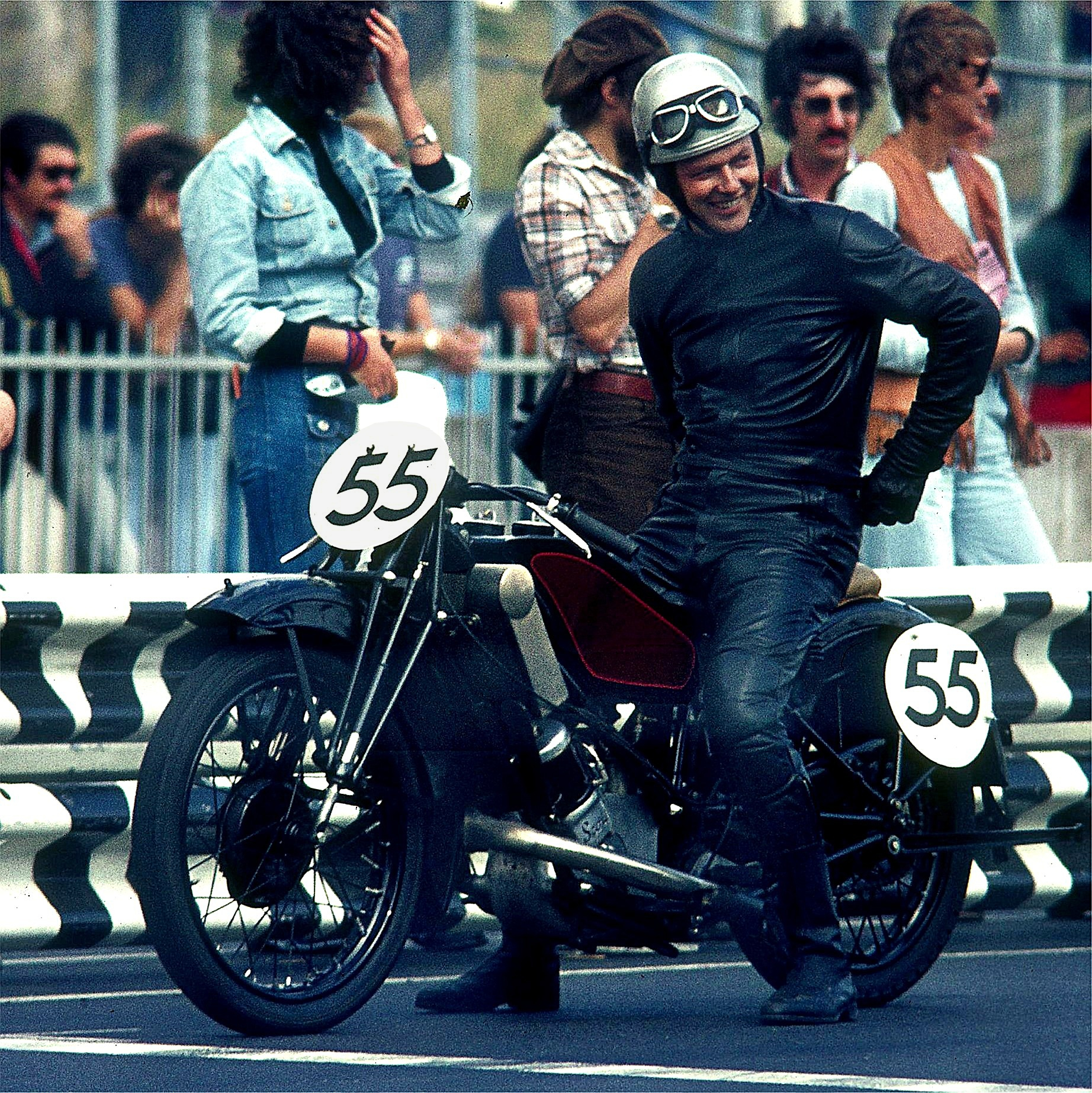
Scott-TT-Replica, 600 cm3.

- 18 mai 1895 : Première trace d’une course de motos. Deux 2-roues sur les cinq véhicules engagés dans la course Turin-Asti-Turin.
- 20 septembre 1896 : Huit pilotes s’affrontent sur le parcours Paris-Mantes-Paris.
- 16/24 juillet 1899 : Premier Tour de France Automobile sur 2 500 km. Dix-neuf voitures au départ, neuf à l’arrivée. Vingt-cinq motos prennent également part à l’épreuve qui compte sept étapes.
- 28 mai 1907 : Première édition du Tourist Trophy de l'Ile de Man.
- 1909 : Première grande compétition de trial : les « Six jours de trial » d'Édimbourg.
- 19/20 mai 1922 : Première édition du Bol d'or.
- 1947 : Première édition du Motocross des nations.
- 1949 : Première édition des championnats du monde de vitesse moto (125 cm3, 250 cm3, 350 cm3, 500 cm3 et side-car).
- 1957 : Première édition des championnats du monde de motocross (500 cm3, 250 cm3 depuis 1962, 125 cm3 depuis 1975).
- 1975 : Première édition des championnats du monde de trial.

## Les principales formules

### Vitesse moto

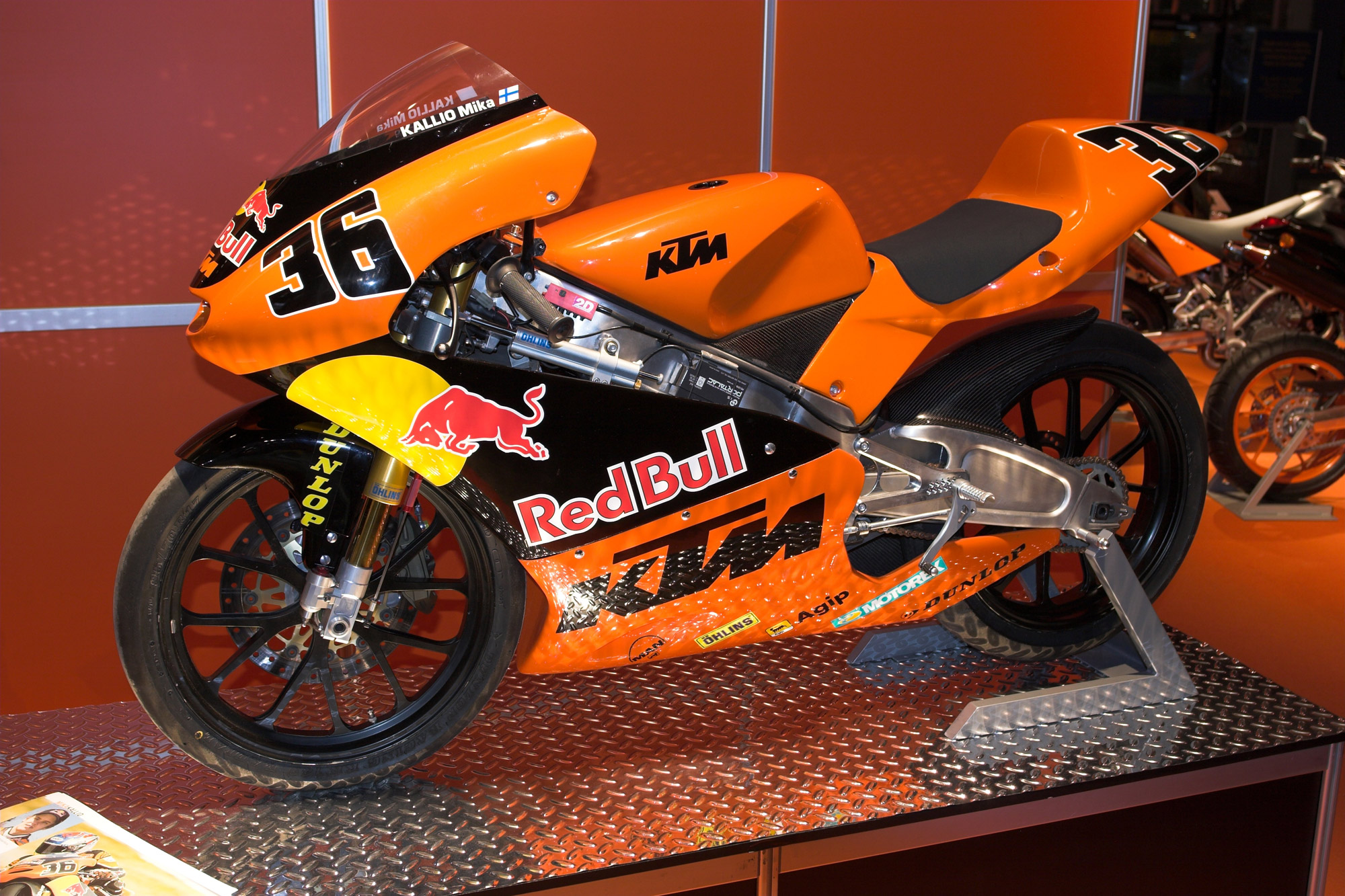
Une moto de vitesse 125 cm3

Les Grands Prix de vitesse sont une discipline sportive motocycliste consistant en une course de vitesse sur un circuit. L'épreuve reine de cette formule, qui se court avec des prototypes, est le championnat du monde de vitesse moto, en particulier celui de MotoGP.
Les championnats du monde de Superbike (1 000 cm3 quatre cylindres et twins de 1 200 cm3) et de Supersport (600 cm3 quatre cylindres et 675 cm3 trois cylindres) voient s'affronter des machines de production plus proches de la série.

#### Championnats
- Championnats du monde de vitesse moto (Moto3, Moto2 et MotoGP)
- Championnat du monde de Superbike (Superbike)
- Championnat du monde de Supersport, (Supersport)

### Endurance moto
L'endurance moto est une discipline de compétition motocycliste par équipe, sur piste, se disputant au moins sur trois heures.
- Championnat du monde d'endurance moto

### Moto-cross

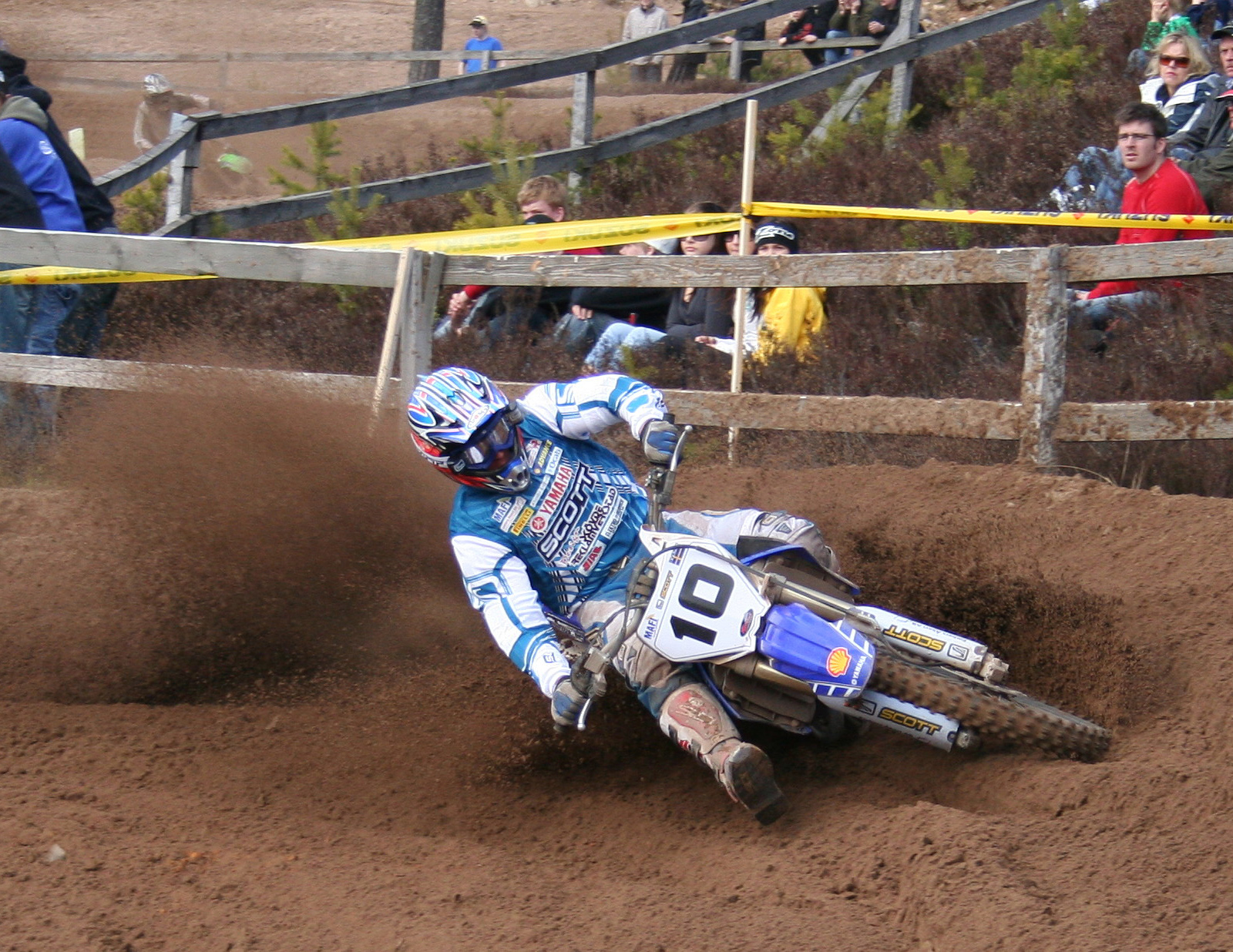
Moto-cross

Le moto-cross est une discipline sportive motocycliste consistant en une course de vitesse sur un circuit tout terrain fermé.
- Championnats du monde de motocross
- Supercross

### Enduro
L'enduro est une discipline de la moto tout-terrain ou de quad, qui se compose de parcours à réaliser dans un temps imparti, généralement sur des chemins ouverts à la circulation (appelés liaisons), et de secteurs chronométrés (appelés spéciales).
À la différence du moto-cross, les machines sont homologuées et peuvent circuler hors d'un terrain fermé.
- Concours International des Six Jours d'Enduro (ISDE)
- Enduropale (anciennement Enduro du Touquet)

### Trial
Trial signifie « essai » en anglais, car le succès n'est pas assuré. Le trial consiste, en effet, à franchir des obstacles naturels ou artificiels.

### Track racing et Speedway

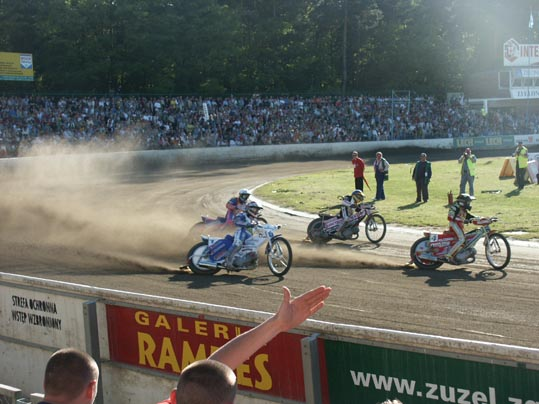
Une course de Speedway

Le speedway est une forme particulière de course motocycliste se pratiquant sur une piste ovale courte en terre battue avec des motos monocylindre quatre temps fonctionnant au méthanol (alcool méthylique). Ces machines sont dépourvues de freins et d'amortisseurs et leur architecture est calculée pour faciliter la mise en dérapage. En effet, dans cette discipline, tout l'art du pilotage consiste à provoquer la mise en glisse de la moto avant les virages et de la maintenir dans cette position dans les courbes afin de pouvoir conserver une vitesse importante.
Les courses se découpent en plusieurs manches de quatre tours où s'opposent quatre pilotes. Par addition des points, les quatre meilleurs pilotes accèdent à la manche finale. Le gagnant est celui qui totalise le plus de points.
En France il existe trois pistes répondant aux critères du speedway, l'une à Marmande (Lot-et-Garonne), l'autre à Lamothe-Landerron (Gironde) et enfin la troisième à Mâcon (Saône-et-Loire).
Le speedway est très populaire en Grande-Bretagne où s'opposent des clubs professionnels, en Pologne, Hongrie, Australie, République tchèque, Slovaquie, Suède et Danemark. Mais il est aussi pratiqué aux États-Unis, au Canada, Nouvelle-Zélande, Italie, Russie, Allemagne, et même en Argentine.
En Grande-Bretagne, Allemagne et dans le sud-ouest de la France, le grass-track ou long-track, une discipline très voisine du speedway, est également très populaire.

### Courses sur route traditionnelles
Historiquement, "course sur route" signifiait un parcours sur des routes publiques fermées. C’était autrefois la norme, mais actuellement, seuls quelques-unes de ces épreuves motocyclistes ont survécu, principalement en Europe et notamment dans les pays anglo-saxons. Les courses ont lieu sur des sections de routes publiques qui ont été temporairement fermées à la circulation par les autorités locales, et donc ne comportant pas les éléments de sécurité habituels des circuits de vitesse. Deux championnats existent, le premier est le Championnat International de Courses sur Route, l’autre est le Duke Road Racing Rankings (en). Ce dernier représente la majorité des courses sur route qui ont lieu chaque saison et décerne un prix pour le meilleur compétiteur.
Les courses sur route les plus importantes, sur de longs circuits, sont le Tourist Trophy de l'île de Man et les épreuves nord-irlandaises dénommées North West 200 et Grand Prix moto d'Ulster. On peut citer également le Tandragee 100 et la « version amateur » du Tourist Trophy le Manx Grand Prix (en). L’Irlande possède d'ailleurs encore une saison complète de courses sur route. Les autres pays concernés sont les Pays-Bas, la Finlande, l’Espagne, la Belgique, l’Allemagne, la Grande-Bretagne (Oliver's Mount (en)), la République tchèque, l’Ukraine, la Nouvelle-Zélande, l’Indonésie et Macao avec son Grand Prix.

### Autres formules
- Rallye-raid
- Rallye tout-terrain
- Dragster
- Rallye routier moto
- Supermotard